# Nakaura Julião

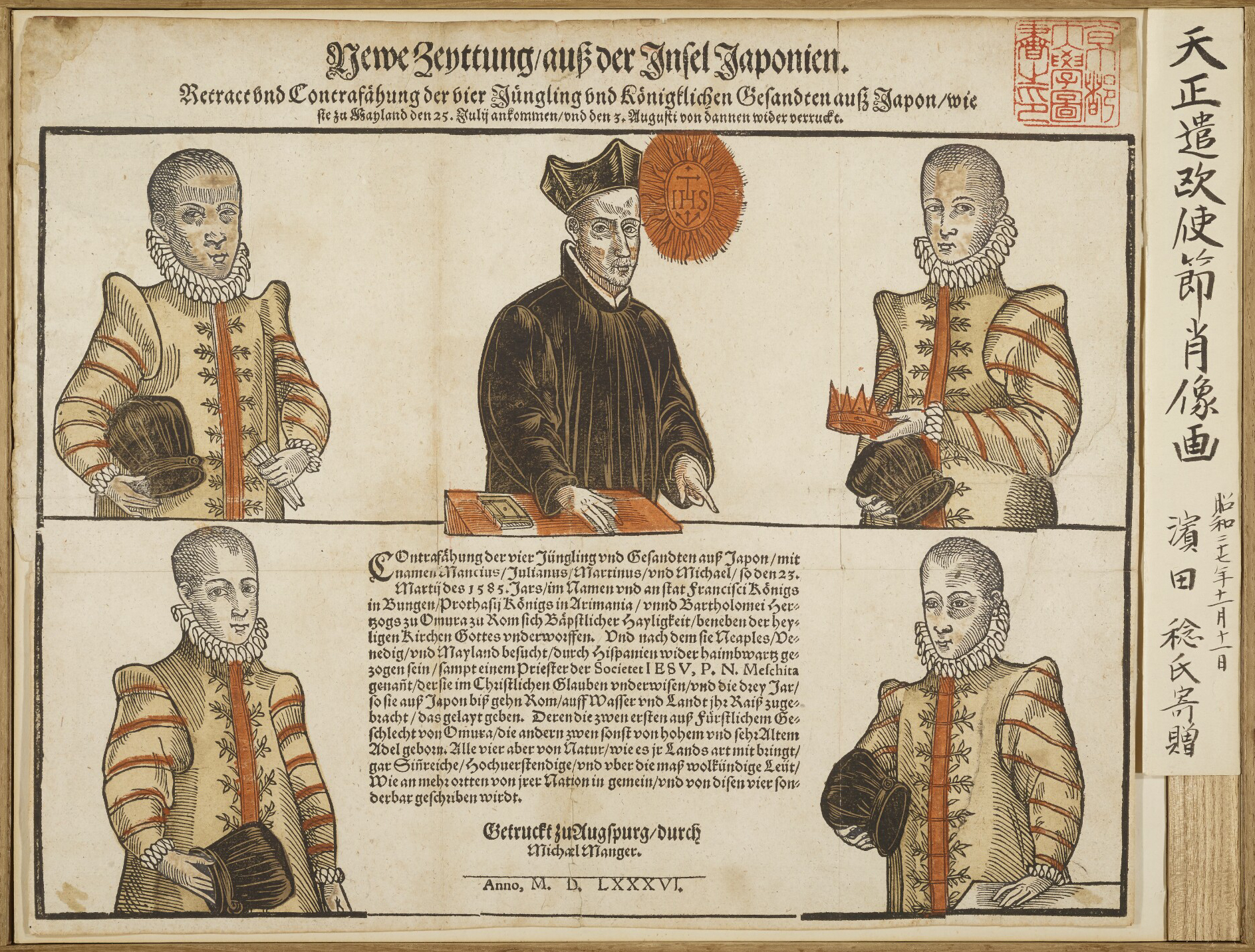
Oben links: Nakaura Julião

Nakaura Julião (japanisch 中浦 ジュリアン Nakaura Jurian; geboren 1568 in Nakaura, Kreis Sonogi, Provinz Hizen (heute Stadt Saikai, Präfektur Nagasaki); gestorben 21. Oktober 1633 in Nagasaki, Kreis Sonogi) war ein japanischer Christ, einer der Vize-Gesandten der Tenshō-Gesandtschaft im Jahr 1582 nach Europa. Anschließend war er in Japan als Missionar tätig.

## Leben und Wirken
Nakaura Julião war der Sohn eines christlichen Samurai, der im Kampf starb, als Julião erst zwei Jahre alt war. Julião wurde von einer sehr gläubigen Mutter erzogen und trat im schulpflichtigen Alter in das „Arima Seminario“ ein. Während er dort studierte, wählte Pater Valignano ihn zu einem der vier „Jugendbotschafter“, die er 1582 nach Rom und in andere europäische Städte mitnehmen wollte.
Eines der Hauptziele der langen und gefährlichen Reise war es, vom Papst in einer Audienz empfangen zu werden. Am Tag der Audienz litt Julião unter hohem Fieber und konnte kaum gerade gehen, als er auf den Papst zuging. Als der 84-jährige Gregor XIII. den Jungen vor sich sah, der unsicher auf den Beinen war und vor Fieber zitterte, erhob er sich und umarmte ihn herzlich.
Für Julião bestimmte die Erinnerung an den freundlichen Empfang und Segen des Papstes den weiteren Verlauf seines Lebens. Die vier Jugendlichen kehrten am 21. Juli 1590 aus Europa zurück. Im selben Jahr, 1590, trat Julião in Amakusa (天草町) in das Noviziat der Jesuiten ein und legte zwei Jahre später seine ersten Ordensgelübde ab. Anschließend ging er nach Macau, um sein theologisches Studium abzuschließen. Er kehrte 1604 nach Japan zurück und wurde mit pastoraler Arbeit beauftragt – zunächst in Arima, dann in Kyōto und schließlich in Hakata. Im Jahr 1608 wurde er zum Priester geweiht.
1614 verließ Julião Japan nicht mit den zu der Zeit verbannten Missionaren. Er war einer der 27 Jesuiten, die zurückblieben, um ihren Dienst im Geheimen fortzusetzen. Als Untergrundpriester besuchte er die verfolgten Christen in vielen Teilen der Insel Kyūshū und predigte ihnen. Die Verfolgung des Christentums wurde immer heftiger, und viele der im Land verbliebenen europäischen Missionare wurden verhaftet, eingesperrt und sogar hingerichtet. Vermutlich weil er Japaner war, konnte sich Julião so lange der Gefangennahme entziehen und seine Reisen fortsetzen.
Doch die Jahre des Stresses und des Versteckens machten Julião schließlich so erschöpft, dass er zeitweise nicht mehr laufen konnte und in einer Sänfte von Ort zu Ort getragen werden musste. Ende 1632 wurde er schließlich in Kokura gefangen genommen und in Nagasaki eingesperrt. Nach neun Monaten im Gefängnis wurde er am 18. Oktober der Folter in der Grube ausgesetzt. Er starb am 21. Oktober, seinem vierten Tag in der Grube, auf dem Nishizaka-Hinrichtungsplatz (西坂刑場) in Nagasaki.